# HD 86267
HD 86267 eller HR 3932, är en ensam stjärna belägen i den mellersta delen av stjärnbilden Luftpumpen. Den har en skenbar magnitud av ca 5,82 och är svagt synlig för blotta ögat där ljusföroreningar ej förekommer. Baserat på parallax enligt Gaia Data Release 3 på ca 6,35 mas, beräknas den befinna sig på ett avstånd på ca 514 ljusår (ca 157 parsek) från solen. Den rör sig bort från solen med en heliocentrisk radialhastighet på ca 3,7 km/s.

## Egenskaper
HD 83380 är en orange till röd jättestjärna av spektralklass K1 III, och är en utvecklad röd jätte, som befinner sig på den röda jättegrenen. Den har en massa som är ca 1,7 solmassa, en radie som är ca 20 solradier och utsänder energi från dess fotosfär motsvarande ca 160 gånger solen vid en effektiv temperatur av ca 4 400 K.
Stjärnans metallicitet är 71 procent av solens, vilket betyder att den är utarmad på metaller. Dess rotationshastighet är alltför låg för att kunna mätas korrekt.